# Hor-sched
Hor-sched ist in der ägyptischen Mythologie seit dem Neuen Reich belegt. Er stellt eine Nebenform des Gottes Horus dar und wurde in der griechisch-römischen Zeit mit jugendlichen sowie kindlichen Attributen ausgestattet.

## Darstellungen

### Neues Reich
Ikonografische Darstellungen zeigen Hor-sched im Neuen Reich als auf einem hohen Sockel stehenden Falken mit Doppelkrone, wobei sich drei Schlangen vor seinen Krallen befinden, über seinem Rücken ein Wedel.

### Spätzeit
In der Spätzeit sind bereits ikonografische Veränderungen zu bemerken, da Hor-sched nun menschengestaltig als Kind zu sehen ist, das eine Geißel sowie eine große Schlange in den Händen hält, eine Sonnenscheibe auf dem Kopf trägt und dabei auf einem Krokodil hockt.

### Griechisch-römische Zeit
Seit der griechisch-römischen Zeit zeigt ihn das meistverwendete Darstellungsmotiv als nacktes Kind mit Jugendlocke auf zwei Krokodilen stehend und wahlweise Gazellen, Schlangen, Skorpione oder einen Löwen in den Händen haltend. Über dem Kopf des Hor-sched befindet sich ein Beskopf.
Daneben ist Hor-sched seltener als ithyphallischer Falke mit einem Menit am Hals sowie einer Geb-Krone abgebildet. Er steht auf einem hohen Sockel, auf dem zusätzlich ein Löwe vor ihm liegt.